# Lasocice (Grande-Pologne)
Pour les articles homonymes, voir Lasocice.
Lasocice (prononciation : [lasɔˈt͡ɕit͡sɛ]) est un village polonais de la gmina de Święciechowa dans le powiat de Leszno de la voïvodie de Grande-Pologne dans le centre-ouest de la Pologne.
Il se situe à environ 4 kilomètres au sud de Święciechowa (siège de la gmina), à 7 kilomètres au sud-ouest de Leszno (siège du powiat) et à 71 kilomètres au sud-ouest de Poznań (capitale régionale).

## Histoire
De 1793 à 1920, Laßwitz fait partie de l'arrondissement de Fraustadt jusqu'en 1887 puis de l'arrondissement de Lissa dans le district de Posen au sein de la province de Posnanie.
De 1975 à 1998, le village faisait partie du territoire de la voïvodie de Leszno.

Depuis 1999, Lasocice est situé dans la voïvodie de Grande-Pologne.